# シドニー工科大学

シティ・キャンパス

シドニー工科大学（シドニーこうかだいがく、英: University of Technology, Sydney、略称: UTS）は、オーストラリア連邦ニューサウスウェールズ州シドニーにある公立の研究大学である。創立から35年の若い大学でありながらも世界的に高い評価を得ており、2025年のQS世界大学ランキングでは88位に位置付けられ、世界Top100大学の一つに選ばれた。シドニーにおいてはシドニー大学、ニューサウスウェールズ大学に次ぐ有力大学である。2022年のタイムズ・ハイヤー・エデュケーション・ヤング大学ランキングでは、オーストラリアで1位、世界で8位にランクインしており、世界有数の若い大学（50歳以下）とみなされている。UTSはAustralian Technology Networkの創立メンバーであり、Universities AustraliaとWorldwide Universities Networkのメンバーでもある。

## 歴史
シドニー工科大学は、1833年に設立されたSydney Mechanics' School of Arts（オーストラリアで最も古くから続いている工科学校）を起源としている。1870年代、工科学校はWorkingman's Collegeを設立したが、後にニュー・サウス・ウェールズ州政府に引き継がれ、1882年にSydney Technical Collegeが設立された。
1940年、ニューサウスウェールズ州議会は工科大学設立法を可決し、1964年にニューサウスウェールズ工科大学（NSWIT）が設立された。1968年、NSW工科大学はNSWビジネス・インスティテュートと合併した。1976年、NSWITはニュー・サウス・ウェールズ州初の大学以外のロースクールを設立した。ヘイマーケット・キャンパスは1985年に正式に開校した。
1987年10月8日、NSWITは大学として認可され、シドニー工科大学法（University of Technology, Sydney, Act 1987）が成立した。1989年、シドニー工科大学法（NSW法1989）は、シドニー高等教育カレッジ（Sydney College of Advanced Education）のクリングガイ高等教育カレッジ（Kuring-gai College of Advanced Education：KCAE）とインスティテュート・オブ・テクニカル・アンド・アダルト・ティーチャー・エデュケーション（Institute of Technical and Adult Teacher Education：ITATE）を吸収し、UTSを設立した。1991年までに、9学部、25スクールからなる学問体系が確立された。
デザイン学部は当初バルメインにあったキャンパスに設置されていたが、1994年末に閉鎖され、同学部はシティ・キャンパスの新校舎に移転した。環境科学、生物科学、生物医学の各学部はセント・レオナーズにあったキャンパスに設置されていたが、2006年に閉鎖され、同じく再開発に伴いシティ・キャンパスに移転した。
クリングガイ・キャンパスは2015年末に閉鎖され、授業と施設はヘイマーケット・メイン・キャンパスに移転した。これにより、UTSはシドニーCBDにある単一の統一キャンパスに統合された。

## ランキング
| 出版                                             | 2025 | 2024 | 2023 | 2022 |
| ------------------------------------------------ | ---- | ---- | ---- | ---- |
| QS World University Rankings                     | 88   | 90   | 137  | 133  |
| Times Higher Education World University Rankings |      | 148  | 133  | 143  |
| Academic Ranking of World Universities           |      |      | 201  | 201  |
| U.S.News Best Global Universities Rankings       |      | 84   | 112  |      |

2024年QS世界大学ランキングでは世界90位にランクされ、2023年Times Higher Education世界大学ランキングでは133位、2023年U.S.News世界大学ランキングでは112位にランク付けされている。
2023年のTHE世界大学ランキングでコンピュータサイエンスの分野で第69位。2023年のQS世界大学ランキングではエンジニアリングで世界50位、コンピュータサイエンスで世界73位と世界的に高い評価を得た。また、2023年のU.S.News世界大学ランキングの人工知能分野では世界3位と、世界でもトップクラスの評価を得ている。コンピュータサイエンス、エンジニアリングはオーストラリアトップクラスである。

## 学部
9つの学部を有する。
- Faculty of Arts and Social Sciences（人文、社会科学）
- Faculty of Business（ビジネス）
- Faculty of Design, Architecture and Building（デザイン、建築、建築物）
- Faculty of Engineering and Information Technology（工学、情報技術）Engineering（工学）革新的な教授法とリサーチプロセス、そして産業との強い連携と提携がよく知られている。実用中心の教育課程を提供しているEngineering Facultyのすべてのリサーチ、分析と実習などは、実際の業界と密接な関係を持っている。エンジニアリングの学士課程は、オーストラリア技術者協会の公式認定を受け、国際的にもよく知られている。UTS Engineering学部長Archie Johnston教授は、学問と研究において、エンジニアの分野で影響力のある人物として、4年連続で選ばれた。Information Technology（情報技術）ITの技術的な専門知識とITビジネスに関する知識をすべて学習できるよう、UTSの施設を利用して専門知識を発展させる経験をすることができる。本校のITコースは、社会から必要とされる時代のトレンドと技術に合わせて定期的に改善されている。多数の専門スタッフと各産業分野との協力関係を通じて、本学のITコースは、現代的で実用的であり、常に先を行くオーストラリアの最高のプログラムともいわれている。UTS IT Faculty卒業生は、IT産業の分野で最も重宝される人材となっている。本校のIT Faculty卒業生のうち7人が2007年のアカデミー賞アニメーション映像部門受賞をしたHappy Feet制作に参加し、ロードオブザリング、Ice Age、マトリックスのような世界的に有名な映画のアニメーションの作業にも参加している。
- Graduate School of Health
- Faculty of Health
- Faculty of Law
- Faculty of Science
- School of Transdisciplinary Innovation

上記の学部の他、UTS: INSEARCH（インサーチ）と呼ばれる付属学校を持つ。

## キャンパス

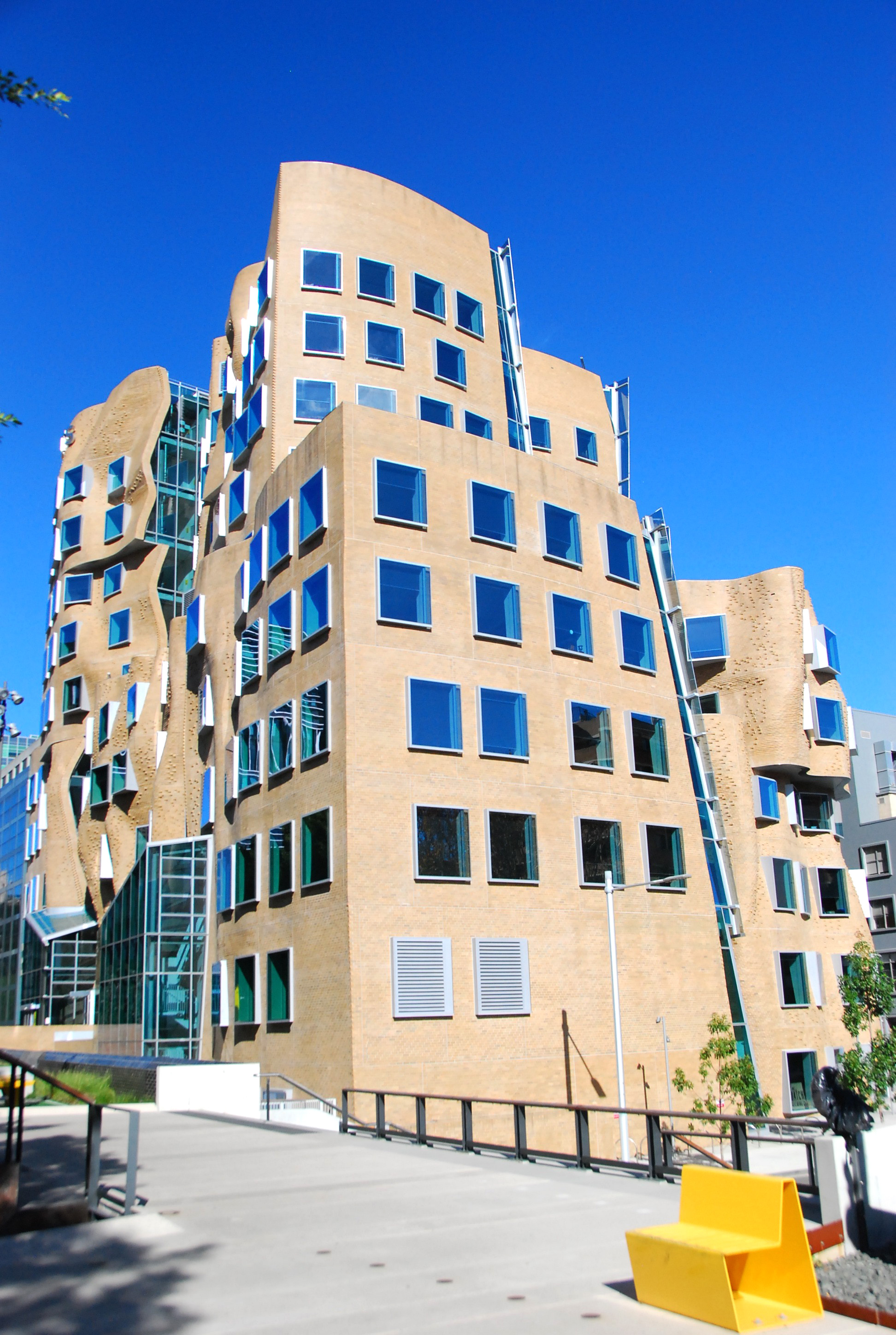
ドクター・チャウ・チャク・ウイング棟

- シティ・キャンパス： セントラル駅を最寄り駅とし、ブロードウェイ（英語版）とヘイマーケット、そしてチッペンデール（英語版）の近接する3つのキャンパスと、周辺にタワー・ビルディングを含む複数の施設を構える。UTS: INSEARCHもこれに含まれる。
  - ヘイマーケットキャンパスの近傍にあるドクター・チャウ・チャク・ウイング棟 (en:Dr Chau Chak Wing Building) はフランク・ゲーリーが設計を担当した。
- クーリンガイキャンパス： アウター・シドニー地区に位置していた。2015年に閉鎖。

2008年から10年にわたり大規模改修計画が行われた。最先端の教育、学習、研究の提供が可能な新しい教育地区の実現を目的にこのプロジェクトには10億ドル以上の投資が行われた。

## 主な関係者

### 卒業生
- ピーター・ドイル - 作家、ネッド・ケリー賞最優秀新人賞受賞
- バーナード・コーエン - 作家
- ヒュー・ジャックマン - 俳優
- エリカ・アンギャル - 栄養コンサルタント
- モリス・イエマ（英語版） - オーストラリア労働党の政治家、第40代ニューサウスウェールズ州首相
- アンナ・ファンダー（英語版） - 作家
- ケイト・グレンヴィル（英語版） - 作家
- パット・カミンズ（英語版） - クリケット選手
- ゾーイ・ネイラー（英語版） - 女優
- ナターシャ・リュー・ボルディッツォ - 女優
- 永井由佳里 - 情報学者、哲学者

### 栄誉称号
- アウンサンスーチー - 名誉博士、ミャンマーの政治家、ノーベル平和賞受賞
- マルコム・フレーザー - 名誉法学博士、政治家、第22代オーストラリア首相
- J・M・クッツェー - 名誉博士、南アフリカの小説家、ノーベル文学賞受賞

### 教員
- 守田佳子 - 日本近代史学者
- スティーブ・ウォズニアック - コンピュータ技術者、Appleに所属し Apple IおよびApple IIを開発
- ボブ・カー（英語版） - オーストラリア労働党の政治家、元オーストラリア連邦外務大臣、第39代ニューサウスウェールズ州首相